# Kloppjottjärnarna
Kloppjottjärnarna är en sjö i Bergs kommun i Jämtland och ingår i Ljungans huvudavrinningsområde. Kloppjottjärnarna ligger i Marntallsåsen Natura 2000-område.